# Кристуфек, Элке
Элке Сильвия Кристуфек (нем. Elke Silvia Krystufek; род. 1970) — австрийская художница, работающая в стиле концептуализма; преподаватель; живёт и работает в Берлине и Вене.

## Биография
Элке Кристуфек училась в венской Академии изобразительных искусств с 1988 по 1993 год под руководством Арнульфа Райнера. Затем она преподавала в качестве приглашённого профессора в университете искусств Линца (2001—2002), а с 2005 по 2006 год занимала аналогичный пост в Государственной академии изящных искусств в Карлсруэ и, одновременно, являлась профессором Академии изобразительных искусств в Вене. Как художница, Кристуфек работает в различных областях: включая живопись, скульптуру, видео-арт и перформанс.

## Работы и критика
Работы Элке Кристуфек, в которых проводилось исследование сексуальности в искусстве, были созданы под влиянием школы австрийских художников: от Эгона Шиле до Венских акционистов. Кристуфек являлась художницей и писательницей, посвятившей свою жизнь работе — она ставила своей целью перешагнуть границу между частной и общественной (публичной) жизнью. Она использует свой образ и своё тело как предмет искусства — причём, зачастую провокационного — в котором подчеркивается современное положение женского тела в контексте гендерной идентичности.
С момента своей первой большой индивидуальной выставки на Сецессионе 1997 года в Вене, Элке работает над проектом, названном ею «Архив». Для другой своей коллекции, под названием «Я ваше зеркало», состоящей из серии фотографий небольшого формата, Кристуфек черпала вдохновение в документальных работах фотографа Нан Голдин и работы «Атлас» немецкого художника Герхарда Рихтера. После её выставки «Liquid Logic», Питер Ноевера — директор Музея прикладного искусства в Вене — дал Элке полный доступ ко всем хранилищам и запасникам как Музея искусства, так и Музея прикладного искусства. Это позволило ей провести сравнение тематически подобранных объектов из коллекций музея, которые редко выставлялись. Кроме того Кристуфек находила связи своей работы с биографией голландско-американского художника Баса Яна Адера.
«Вы не можете нас шокировать, Дэмьен», — этими словами на одном из своих коллажей Кристуфек заочно обратилась к английскому художнику Дэмьену Хёрсту, чье вивисекции животных стали большой сенсацией в Лондоне в начале 1990-х годов. Профессор James E. Young интерпретировал это заявление молодой австрийской художницы как попытку выйти за рамки повторяющегося круга образов жертв (в частности, жертв Холокоста) и обратить «обвиняющий взор» на самих убийц. По его мнению, единственным более шокирующим, чем образы страдающих жертв, для художника могла являться только порочность людей, причинявшим подобные страдания.
В 2009 году Элке Кристуфек, совместно с тремя другими современными австрийскими художниками, представляла Австрию на 53-й биеннале искусств в Венеции. Во время этой выставки она представила свою работу с редкой для современного искусства темой — обнаженной мужской моделью, созданной гетеросексуальной художницей, названной ею «Табу».
После её персональной выставки в Лос-Анджелесе в феврале 2011 года, галерея «Susanne Vielmetter Los Angeles Projects» включила часть «Архива» Кристуфек в свою коллекцию по теме иммиграции. 13 апреля 2011 года состоялась премьера пьесы «Hub» в венском театре «Garage X». 27 мая в австрийском городе Графенегг — в парке при замке — по требованию директора местного музея была разрушена её первая скульптура «Стена молчания». Документация о разрушении и фрагмент скульптуры были пожертвованы автором нижнеавстрийскому музею «Landesmuseum Niederösterreich».